# Még kér a nép
A Még kér a nép egy 1972-ben készült 35 mm-es színes magyar filmdráma Jancsó Miklós rendezésében.

## Történet
Elnyomók és a megalázottak harcát jeleníti meg Jancsó filmje egy aratósztrájk eseményeit stilizált koreográfiával ábrázolva. A búzás zsákot felgyújtja a kasznár, akit ezért a sztrájkolók megölnek. A megjelenő katonákat lefegyverzik a félmeztelen, galambokat hordozó lányok, aztán elégetik a fegyvereket és felgyújtják a templomot. A katonák következő hulláma legyőzi az aratókat.

## Szereplők
- Madaras József – Hegedűs Bálint
- Orbán Tibor – Pongrácz András
- Molnár Tibor – Lovas Imre
- Juhász Jácint – Tóth Ferenc
- Bürös Gyöngyi – Ráczné
- Drahota Andrea – Nagy Mária
- Cserhalmi Erzsi – Galambos lány
- Zala Márk – Fekete Nagy János
- Piróth Gyula – szocialista lázadó
- Koltai János – szocialista lázadó
- Kiss Gábor – szocialista lázadó
- Cserhalmi György – szocialista lázadó
- Horváth László – szocialista lázadó
- František Velecký – szocialista lázadó
- Pelsőczy László – szocialista lázadó
- Solti Bertalan – öreg hegedűs
- Balázsovits Lajos – fiatal tiszt
- Ragályi Elemér – főhadnagy
- Bálint András – Majláth gróf
- Bujtor István – Petkó Szautner András
- Haumann Péter – pap

## Díjak, jelölések
Cannes-i Nemzetközi Filmfesztivál (1972)
- díj: legjobb rendezés díja (Jancsó Miklós)
- jelölés: Arany Pálma (Jancsó Miklós)

Santiago de Chile
- díj:kritikusok díja az év legjobb külföldi filmjének

;Milánó
- díj: Arany Glóbusz[forrás?]

;Párizs
- díj: Patrick Pouget operatőri díj Kende Jánosnak[forrás?]

Magyar Filmkritikusok Díja (1973)
- díj: legjobb női alakítás (Drahota Andrea)
- díj: legjobb férfi alakítás (Zala Márk)